# Graf DK 12

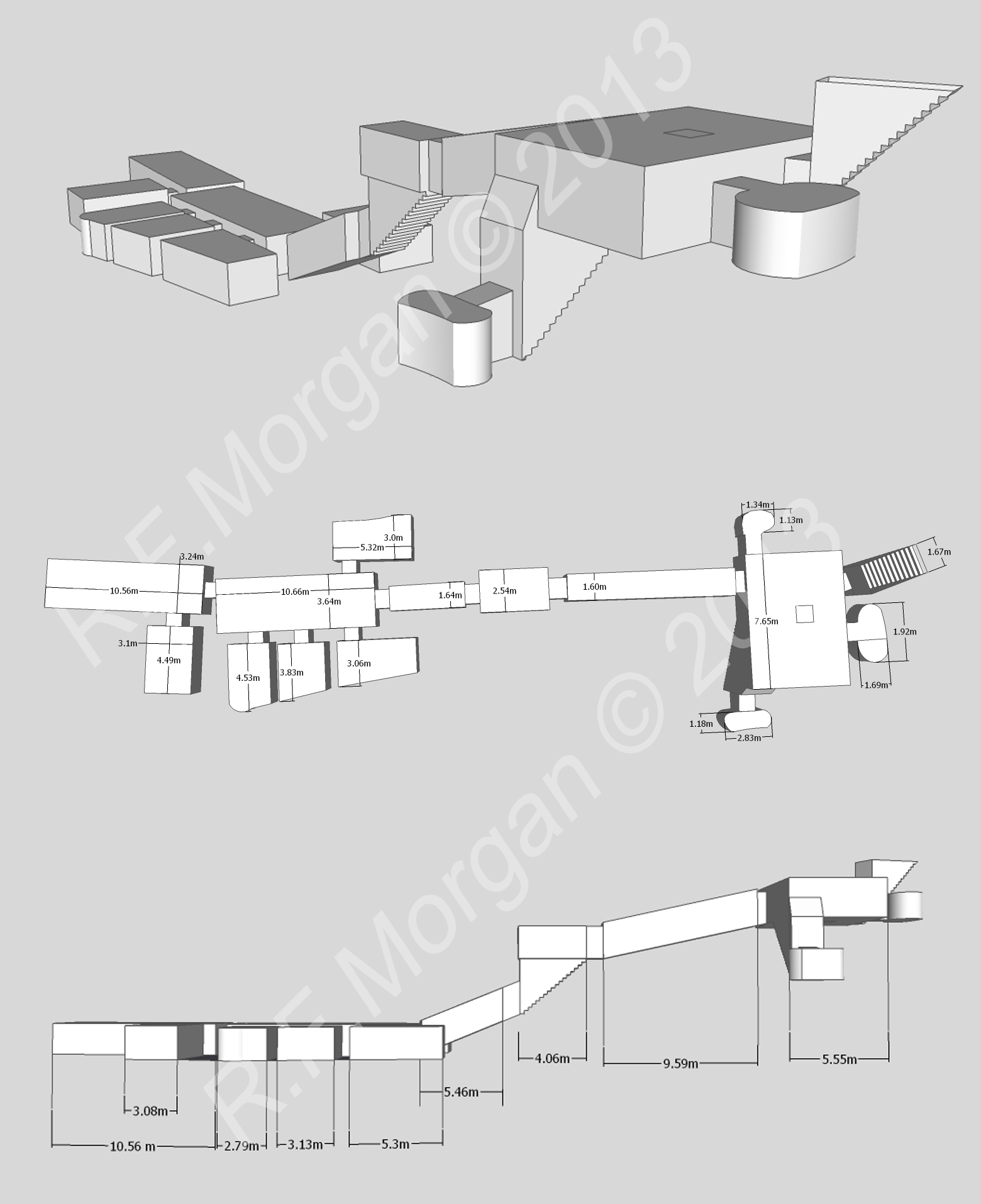
Schematische weergave van graf DK 12

Graf DK XII (ook wel KV 12) is een graf in het oostelijke Egyptische Dal der Koningen. Het graf is waarschijnlijk gebouwd in de 18e dynastie en gebruikt in de 19e en 20e dynastie voor meerdere koninklijke begrafenissen. Omdat het graf niet gedecoreerd is en in de oudheid regelmatig geplunderd werd, is met de huidige middelen niet vast te stellen wanneer het gebouwd werd of wie erin begraven lag. Het graf werd voor het eerst ontdekt en beschreven in de periode 1737-1738 door Richard Pococke, hoewel men mogelijk bij het graven van DK 9 in de 20e dynastie in de grafkamer terechtkwam.

## Constructie
In tegenstelling tot de meeste koningsgraven in het Dal der Koningen heeft dit graf geen lange gang wanneer men het graf binnenkomt. Bij dit graf komt men eerst in een kamer met een centrale pilaar, omgeven door drie onafgewerkte kamers. Na deze ruimte komt men in een lange gang, gevolgd door een trap en weer door een gang. Deze gang komt uit in een relatief grote kamer, met vier zijkamers. Na deze kamer ligt de laatste kamer met één zijkamer.
Dit ontwerp doet vermoeden dat deze graftombe gebruikt werd voor meerdere begrafenissen, waarschijnlijk van de koninklijke familie. De kamers dicht bij de uitgang zijn vrij ruw uitgehakt in de rots, de kwaliteit van de kamers stijgt naarmate men afdaalt in de tombe. Deze tombe is niet volledig afgemaakt, waarschijnlijk wegens scheuren in het gesteente. Dit kan men afleiden uit de asymmetrie van de kamers, terwijl duidelijk kan gezien worden aan de getekende contouren op de muren dat het de bedoeling was dat de kamers symmetrisch zouden liggen. De tombe is niet versierd, hoewel een van de ontdekkers, James Burton aangaf dat er een graffito op de oostelijke muur van de laatste zijkamer stond.